# Sporting TV
Sporting TV est la chaîne de télévision portugaise officielle du club de football du Sporting Clube de Portugal lancée le 17 juillet 2014. Elle est retransmise sur les plateformes MEO, NOS, Vodafone et NOWO.
Elle ne retransmet pas en direct les matchs de l'équipe première (uniquement en différé), mais elle retransmet en direct les matchs de l'équipe réserve, des catégories de jeunes, ainsi que des matchs d'autres sports (Futsal, handball, basket-ball, roller hockey et volley-ball). Différentes émissions sont également programmées.